# سميط
السميط أو السَّميت أو السَّميد (باللغة التركية والإنجليزية: Simit) هو خبز حلقي مضفر، يكون عادة مرصع (مُتبل) ببذور السمسم وأحيانا (أقل شيوعا) الخشخاش، الكتان أو بذور عباد الشمس. وجد في جميع أنحاء المطابخ من الإمبراطورية العثمانية السابقة، والشرق الأوسط. حجم السميت وقرمشته ونوعية عجينته وغيرها من الخصائص تختلف قليلا من منطقة لأخرى.

## الأسماء
(بالتركية: Simit أو gevrek) (بالبلغارية: геврек)، (بالمقدونية: ѓеврек)، (بالسيريلية الصربية: ђеврек)، (باليونانية: κουλούρι)